# Desborough Castle
Desborough Castle är ett slott i Storbritannien.   Det ligger i grevskapet Buckinghamshire och riksdelen England, i den södra delen av landet, 50 km väster om huvudstaden London. Desborough Castle ligger 128 meter över havet.
Terrängen runt Desborough Castle är lite kuperad. Runt Desborough Castle är det tätbefolkat, med 636 invånare per kvadratkilometer. Närmaste större samhälle är High Wycombe, 2,0 km öster om Desborough Castle. Trakten runt Desborough Castle består till största delen av jordbruksmark.